# Polen i olympiska vinterspelen 1992
Polen deltog med 53 deltagare vid de olympiska vinterspelen 1992 i Albertville. Ingen av landets deltagare erövrade någon medalj.